# پریا کوپر
پریا کوپر (به انگلیسی: Priya Cooper) (زادهٔ ۲ اکتبر ۱۹۷۴) شناگر اهل استرالیا است.